# Рієті (провінція)
Провінція Рієті (італ. Provincia di Rieti) — провінція в Італії, у регіоні Лаціо. 
Площа провінції — 2 749 км², населення — 160 913 осіб.
Столицею провінції є місто Рієті.

## Географія
Межує з провінцією Вітербо і провінцією Рим; на півночі з регіоном Умбрія (провінцією Перуджа і провінцією Терні); на сході з  регіоном Марке (провінцією Асколі-Пічено), і  регіоном Абруццо (провінцією Л'Аквіла і провінцією Терамо).

## Основні муніципалітети
Найбільші за кількістю мешканців муніципалітети (ISTAT):
- Рієті - 46.834 осіб
- Фара-ін-Сабіна - 11.737 осіб
- Чіттадукале - 6.799 осіб
- Поджо-Міртето - 5.440 осіб
- Боргорозе - 4.541 осіб